# 어쌔신 크리드 (영화)
《어쌔신 크리드》(영어: Assassin's Creed)는 2016년 12월에 개봉한 액션 모험 영화이다. 저스틴 커젤이 감독을 맡았으며, 동명의 비디오 게임을 원작으로 한다. 마이클 패스벤더, 마리옹 코티야르, 마이클 K. 윌리엄스, 아리안 라베드, 제러미 아이언스, 브렌던 글리슨 등이 출연한다.

## 출연
- 마이클 패스벤더 : 칼럼 린치 / 아귈라 역
- 마리옹 코티야르 : 소피아 라이킨 역
- 제러미 아이언스 : 앨런 라이킨 역
- 아리안 라베드 : 마리아 역
- 브렌던 글리슨 : 조셉 린치 역
- 마이클 K. 윌리엄스 : 무사 역
- 칼럼 터너 : 나단 역
- 브라이언 글리슨 : 어린 조셉 역
- 마티아스 바레라 : 에밀 역
- 데니스 메노쳇 : 맥고웬 역
- 호빅 코츠케리안 : 오제다 역
- 카를로스 바르뎀 : 베네딕토 역
- 하비에르 구티에레즈 : 토르케마다 역
- 크리스탈 클라크 : 사미아 역
- 샬롯 램플링 : 엘렌 케이 역
- 칼리드 압달라 : 술탄 무하마드 XII 역
- 에시 데이비스 : 메리 린치 역
- 줄리오 조던 : 라미레즈 장군 역
- 루퍼스 라이트 : 알렉스 역
- 아론 모나그핸 : 질 역
- 마리시아 S. 페레스 : 이사벨라 여왕 역
- 가브리엘 앤드류 : 크리스토퍼 콜럼버스 역
- 제프 매쉬 : 교도소장 역
- 제임스 소볼 켈리 : 성직자 역
- 유릭 앨리슨 : 무하마드 공직자 역
- 조 케나드 : 앱스터고 경호원 역
- 후안 파블로 슈크 : 아버지 역

## 같이 보기
- 비디오 게임을 원작으로 한 영화 목록